# Grolsch
Пивоварня Grolsch, МФА: [ɣrɔls] (Grolsche Bierbrouwerij) — нидерландская пивоварня, основана в 1615 году Виллемом Нерфельдтом (Willem Neerfeldt) в городе Грунло (Groenlo). Сейчас она расположена в городе Энсхеде (Enschede) и её владельцем является SABMiller.

## Краткие сведения
Пивоварня Grolsch была основана в 1615 году в городе Грунло. Грунло был известен раньше как Гролле (нидерл. Grolle), откуда и произошло название Grolsch. Grolsch больше всего известна благодаря своему 5 % алк. лагеру (пиво низового брожения). Первоначально пивоварней руководил Виллем Нерфельдт. В 1660 году управление перешло к его зятю Петеру Кёйперу (Peter Cuyper). Пивоварня стала называться Beiersch Bierbrouwerij De Klok, и семья Кёйперов управляла ею до 1897 года, когда они вынуждены были её продать.
Пиво Grolsch постепенно становилось все более известным в окрестностях Грунло. Со временем спрос на него вырос с местного до национального и международного уровня. На начало 2009 года Grolsch продаётся в более, чем 60 странах. Ключевые рынки Grolsch — Великобритания, Франция, США, Канада, Австралия, Новая Зеландия.
19 ноября 2007 года британская пивоваренная компания SABMiller выкупила 100 % акций компании Koninklijke Grolsch N.V. Импорт пива Grolsch в США перешёл от компании Anheuser-Busch к Miller Brewing Company, подразделению SABMiller. В России дистрибуцию осуществляет компания САБМиллер РУС.

## Пивоварня
Несмотря на то, что предприятие в Энсхеде было вторым по счёту, оно на протяжении многих лет было основным производителем Grolsch. Эта пивоварня была тяжело повреждена из-за взрывов на складе фейерверков 13 мая 2000 года. Пивоварня в Грунло была закрыта, но было построено новое предприятие, которое заменило пивоварни в Грунло и Энсхеде, оно было открыто в 2004 году в Букело (Boekelo).

## Сорта пива
Основным брендом является Grolsch, который используется для большого числа различных сортов осветлённого лагера, от крепкого 11,6 % алк. до безалкогольного. Grolsch производит пиво Oud Bruin, пшеничное и низкоалкогольные ароматизированные лагеры, а также имбирное пиво. Также выпускается бренд Amsterdam, в основном для дешёвых и крепких лагеров. Также пивоварня известна тем, что является одной из немногих, варящей вегетарианское пиво. Производимое пиво: Premium Lager (классический лагер), Premium Blond (светлый лагер), Premium Weizen (пшеничное), Premium 2.5 (светлый лагер), Lemon 2.5 (светлый лагер), Het Kanon (мартовское), Oud Bruin (бок); сезонное пиво: Lentebok (светлый бок), Herfstbok (бок), Amber Ale (янтарный эль), Amsterdam Mariner (осветлённый лагер), Amsterdam Maximator (доппельбок), Eurobrand (осветлённый лагер).

## Swingtop

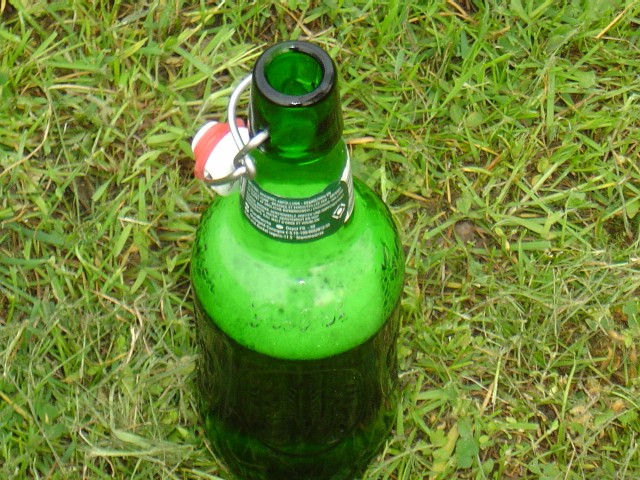
Бутылка Grolsch типа Swingtop

В 1897 году Grolsch изобрёл и использует уникальную форму бутылки для своих продуктов, известную как «Swingtop» («the beugel», «the grundle»).
В бутылке такого типа используется откидная пробка, из-за чего пропадает потребность в открывашке. Такая бутылка открывается рукой при помощи рычага на стороне горлышка. Этикетка наклеивается поверх этого рычага, как свидетельство целостности упаковки. Пробка фарфоровая, хотя сейчас её уже делают из пластика; однако фарфоровые пробки всё ещё можно встретить в обращении в Нидерландах. Большинство экспортируемых бутылок зелёного цвета. Бутылки для рынка в Нидерландах делаются коричневыми. Начиная с 2007 года Grolsch также использует зелёные бутылки для домашнего рынка. Grolsch стала первой пивоварней, отказавшейся от использования коричневых бутылок повторного использования, которые могут использоваться почти на любой пивоварне в Нидерландах. Иногда Grolsch использует различные цвета бутылок в зависимости от варки пива, например, бутылка для светлого лагера — жёлтая, в то время как для лимонного сорта Grolsch — чистое стекло.
Эти бутылки популярны среди домашних пивоваров, потому что их можно использовать повторно. Хотя в Северной Америке большим спросом Grolsch пользуется в обычных бутылках с металлической крышкой.

## Поп-культура
В 1988 году британская поп-группа Bros ввела в моду направление, в котором пробки от бутылок Grolsch прикреплялись к туфлям.
У популярного веб-комика Achewood персонаж Ray произносил фразу «Gettin' all spry on Grolsch» (примерно: «Grolsch сделает всех подвижными!»). Что эта фраза означает, точно неизвестно. Также Téodor умер от того, что подавился крышкой от Grolsch.
Также это пиво можно увидеть в британской комедии «Типа крутые легавые» (Hot Fuzz). Им же поит героиню Гвинет Пелтроу её молодой человек в фильме «Осторожно, двери закрываются».
Интересный факт: примерно с конца шестидесятых музыкантам-электрогитаристам пришла в голову идея - использовать резиновые вкладыши от пробок Grolsch в качестве держателей ремня на электрогитарах. Со стандартных, прикрученных к гитаре металлических "пуговок"-держателей, ремень может срываться, что приводит к падению (и часто повреждению) электрогитар. В те годы разрабатывались замки-защёлки под названием strap-locks, различными производителями. Но они стоили недёшево, предполагали замену ремнедержателей на специальные, а массивные замки прикрученные к ремню, поскрипывая, издавали неприятные призвуки, которые улавливались датчиками инструмента. Кому первому пришло в голову использовать вкладыши от пробок Grolsch - спорят до сих пор. Ремень надевается на стандартный ремнедержатель, а сверху натягивается резиновое кольцо от пробки. Подобная конструкция была дешева ("пойди и купи два пива") и невероятно надежна. Плюс ремень примыкал к гитаре плотнее, что очень удобно. После того как идея стала известна на весь мир (а пользовались ею даже такие гитарные гиганты как Брайан Мэй из Queen и Билли Гиббонс из ZZ-Top), веселые рокеры прозвали конструкцию Grolsch-locks (по аналогии с технологией Strap-locks). Кроме того, на волне успеха данного решения, наборы резиновых колечек разных цветов, в точности воспроизводящие вкладыш Grolsch, выпускает даже такая крупная фирма-производитель гитарных аксессуаров, как Dunlop.